# A Mathematician's Lament
A Mathematician's Lament (em português:  O Lamento de um Matemático), também referido informalmente como Lamento de Lockhart, é um livro sobre educação matemática de Paul Lockhart, originalmente um matemático de pesquisa na Universidade Brown e UC Santa Cruz, e posteriormente um professor de matemática na Saint Ann's School, no Brooklyn, Nova Iorque, por muitos anos. Este artigo de opinião fortemente redigido está organizado em duas partes. A primeira parte, "Lamentação", critica como a matemática é normalmente ensinada nas escolas americanas e defende uma abordagem estética, intuitiva e orientada para problemas ao ensino. A segunda parte, "Exultação", dá exemplos específicos de como ensinar matemática como arte.

## Contexto
Este livro foi desenvolvido a partir de um ensaio de 25 páginas escrito em 2002, originalmente distribuído em cópias manuscritas datilografadas e posteriormente publicado por Keith Devlin na sua coluna online para o webzine da Mathematical Association of America MAA Online.